# Alena Šourková
Alena Šourková (6. června 1928 v Praze) je česká fotografka, fotoreportérka a redaktorka. Ve svých fotografiích se věnovala tzv. ženským tématům a dětem.

## Život
Narodila se v rodině advokáta Miloše Háska a jeho manželky Alžběty (Elišky) Háskové. V době protektorátu Čechy a Morava se odmítl rozvést se svou židovskou manželkou a proto byl internován v pracovním táboře (Sonderlager) v Bystřici u Benešova, který byl určen pro manžele židovek a dětí ze smíšených manželství a sloužil jako zdroj levné pracovní síly pro budování výcvikového prostoru zbraní SS na benešovsku. Z tábora se po skončení války vrátil s podlomeným zdravím a brzy zemřel. Díky tomu, že se s ní manžel nerozvedl, byla matka poslána do terezínského ghetta teprve na začátku roku 1945, což jí bezesporu zachránilo život.
Absolvovala měšťanskou školu v Karlíně. Pak studovala na reálném gymnáziu ve Vodičkově ulici, odkud přešla na gymnázium ve Školské ulici. V roce 1942 musela jako dívka ze smíšeného manželství gymnázium opustit. Pokračovala ve studiu na soukromé Škole užitých umění.
Po skončení druhé světové války pokračovala ve studiu na Státní grafické škole. Zde byli jejími učiteli Jaromír Funke, Zdenko Feyfar nebo Josef Ehm. Mezi její spolužáky patřili například Josef Prošek nebo Dagmar Hochová.
V roce 1947 se ve svých devatenácti letech provdala za pozdějšího významného lékaře - neurochirurga Karla Šourka (1923-1996). Manřelé měli dvě dcery, Lucii (*1951) a Magdalénu (*1954).
V roce 1945 vstoupila do Komunistické strany Československa. V roce 1969 ze strany vystoupila.

## Fotografie
Aby umožnila manželovi dokončit studia a finančně zajistila rodinu začala v roce 1947 pracovat jako fotografická laborantka u manželů Miroslava a Věry Chalupníčkových.
V roce 1948 začala pracovat jako fotografka pro nakladatelství ÚV KSČ Svoboda. Zde byla nejprve fotografkou deníku Rudé právo (1948-1949) a poté Haló nedělních novin. V letech 1949-1956 pracovala jako fotoreportétka časopisu Květy, který patřil pod stejné nakladatelství. Poté byla deset let (1956-1965) vedoucí obrazovou redaktorkou časopisu Vlasta. Zde byly jejími spolupracovnicemi Daniela Sýkorová, která původně do redakce nastoupila jako písařka. Po absolvování tříletého kurzu pro fotoreportéry Svazu československých novinářů přešla na pozici fotografky. Další spolupracovnicí a přítelkyní byla Dagmar Hochová. Pro časopis externě fotografovali přední fotografové, jako: Ladislav Sitenský, Vilém Heckel, Erich Einhorn nebo Václav Chochola.
V roce 1965 jí bylo nabídnuto místo šéfredaktorky časopisu Československá fotografie po odcházejícím Jaroslavu Spoustovi. Alena Šourková byla prací fotografky unavena a spojovat tuto práci s provozem domácnosti a výchovou dětí bylo pro ni obtížné. Proto tuto funkci přijala a časopis vedla až do roku 1974.
Po svém vystoupení z KSČ sice dostala výjimku pro práci v tisku, ale tušila, že nebude trvat dlouho. Proto využila možnosti následovat manžela do Kuvajtu, kde měl tehdy již renomovaný neurochirurg založit novou nemocnici. Podle tehdejších zvyklostí komunistické bezpečnosti nesměly současně vycestovat jejich dcery. V Kuvajtu strávila dva roky (1975-1976). Fotografovala zde již jen málo, protože se u ní projevilo onemocnění očí.
Po návratu v roce 1976 pracovala krátce jako odpovědná redaktorka žánrových pohlednic v nakladatelství Orbis. Ještě téhož roku přešla do redakce čtvrtletníku Revue fotografie, kde byla tehdy šéfredaktorkou Daniela Mrázková. V roce 1977 ale došlo k reorganizaci celého nakladatelství a Alena Šourková byla propuštěna. Vydávání obrazových publikací přešlo z Orbisu do nově založeného nakladatelství Panorama. Zde pracovala jako samostatná odborná redaktorka redakce obrazových publikací až do roku 1983.

### Vlastní fotografické dílo
V novinářské a časopisecké fotografii se věnovala tzv. "ženským" tématům a fotografování dětí. Politická témata fotografovala jen výjimečně. Podle vlastních slov byla velmi ovlivněna výstavou Lidská rodina, kterou v roce 1955 zorganizoval Edward Steichen. Lze nalézt řadu tematických a formálních analogií mezi fotografiemi Aleny Šourkové a snímky z této výstavy.

## Publikace

### Autorka
- Alena Šourková: Dítě před objektivem, Praha: Orbis, 1959
- Alena Šourková: Putování za živým snímkem, Praha: Práce, 1964

### Redaktorka
- Anna Tučková: O ženách a nejen pro ženy, výběr fotografií různých autorů: Alena Šourková, Orbis, 1963
- Anna Tučková: Souvenir z Československa, Praha: Orbis, 1966
- Anna Skýbová: České korunovační klenoty, fotografie: Alexandr Paul, Prokop Paul, Praha: Panorama, 1982
- Deseti objektivy, Praha: Panorama, 1983, sestavil a medailony autorů napsal Kristian Suda, předmluva Rudolf Křesťan, fotografie: Jaroslav Bárta, Jaromír Čejka, Antonín Malý, Jan Malý, Miroslav Pokorný, Ján Rečo, Miroslav Sychra, Pavel Štecha, Pavel Vavroušek, Miroslav Vojtěchovský
- Ladislav Sitenský: Krajinou domova, Praha: Panorama, 1986